# イヴァン・ヴァシレフ (2001年生のサッカー選手)
イヴァン・コスタディノフ・ヴァシレフ（Ivan Kostadinov Vasilev (ブルガリア語: Иван Василев、2001年5月16日 - ）は、ブルガリア・プロヴディフ出身のプロサッカー選手。ボテフ・プロヴディフII所属。ポジションは、フォワード。